# ㅉ
ㅉ是朝鲜语谚文中的一个辅音字母，由两个ㅈ复合而成。该字母在韩国被称为쌍지읒，在朝鲜被称为된지읒。
ㅉ在韩国的标准语中作初声时，读作清龈颚塞擦音的硬音/ˀt͡ɕ/；在朝鲜的文化语中，则读作清齿龈塞擦音的硬音/ˀt͡s/。在元音字母ㅑ、ㅕ、ㅛ、ㅠ、ㅖ、ㅒ之前会被颚化，导致这些元音与ㅏ、ㅓ、ㅗ、ㅜ、ㅔ、ㅐ的发音无异。
ㅉ作终声时，理论上读作无声除阻的/t ̚/，与ㄷ的终声发音相同；但实际上没有将该字母作为终声的单词。
在馬-賴轉寫中，初声转写为tch，作终声时不表记；在文观部式中，作初声时转写为jj，作终声时不表记。
朝鲜语不能分辨中古汉语中的齿头音和正齿音，因此在古代表记汉语发音时，齿头音（从母）用左边一划拉长的“ᅏ”表示，正齿音（牀母）用右边一划拉长的“ᅑ”表示。

## 字符编码
| 種類                | 種類         | 用途 | Unicode | HTML     |
| ------------------- | ------------ | ---- | ------- | -------- |
| 諺文相容字母        | 諺文相容字母 | ㅉ   | U+3149  | &#12617; |
| 諺文字母 應用       | 初聲         |      | U+110D  | &#4365;  |
| 諺文字母 應用       | 終聲         |      | U+D7F9  | &#55289; |
| 漢陽私人 使用區應用 | 初聲         |      | U+F7EA  | &#63466; |
| 漢陽私人 使用區應用 | 終聲         |      | U+F8E9  | &#63721; |
| 半形字母            | 半形字母     | ﾹ    | U+FFB9  | &#65465; |